# Esemplare unico

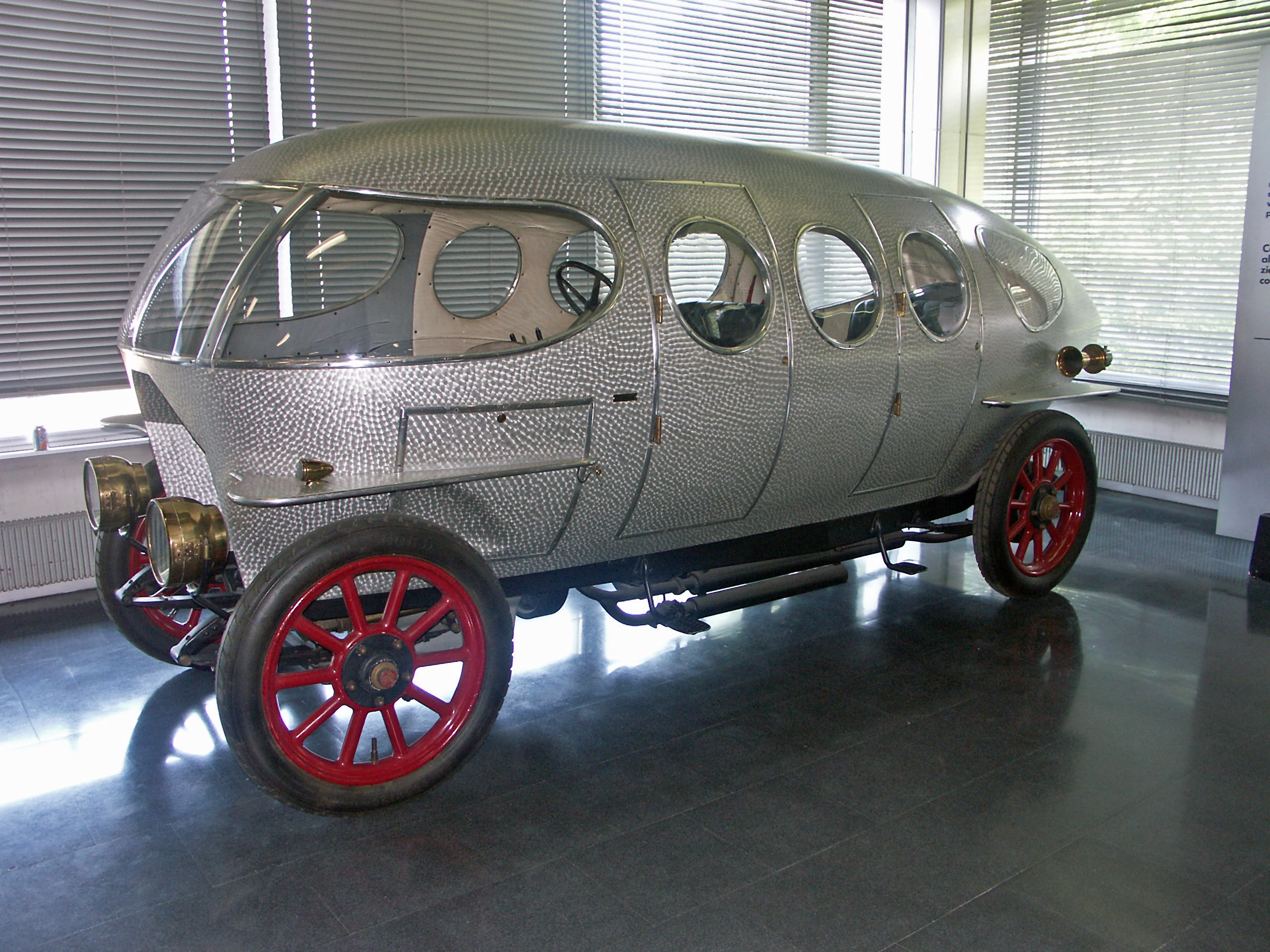
Replica dell'Alfa 40/60 Hp Aerodinamica conservata al Museo Storico Alfa Romeo

L'esemplare unico, anche detto one-off, è un'autovettura approvata per la normale circolazione e prodotta in un solo esemplare su specifiche indicazioni del committente, generalmente realizzata su autotelaio di piccola o grande serie, con significative varianti tecniche, funzionali ed estetiche. 

## Descrizione
La realizzazione di modelli unici era assai frequente nel primo ventennio del XX secolo, quando la tipologia produttiva prettamente artigianale delle neonate case automobilistiche e il rapidissimo evolversi della tecnica costruttiva consentivano variazioni sostanziali di autotelai e carrozzerie. 
Tra le più celebri di quell'epoca pionieristica possiamo ricordare l'"Aerodinamica Ricotti" del 1913, realizzata a Milano dall'Alfa e dalla Carrozzeria Castagna, su progetto del facoltoso committente Marco Ricotti. Tale vettura, ideata per unire le proprietà tecniche dell'automobile e dell'aereo, è ricordata per rappresentare la prima monovolume della storia. 

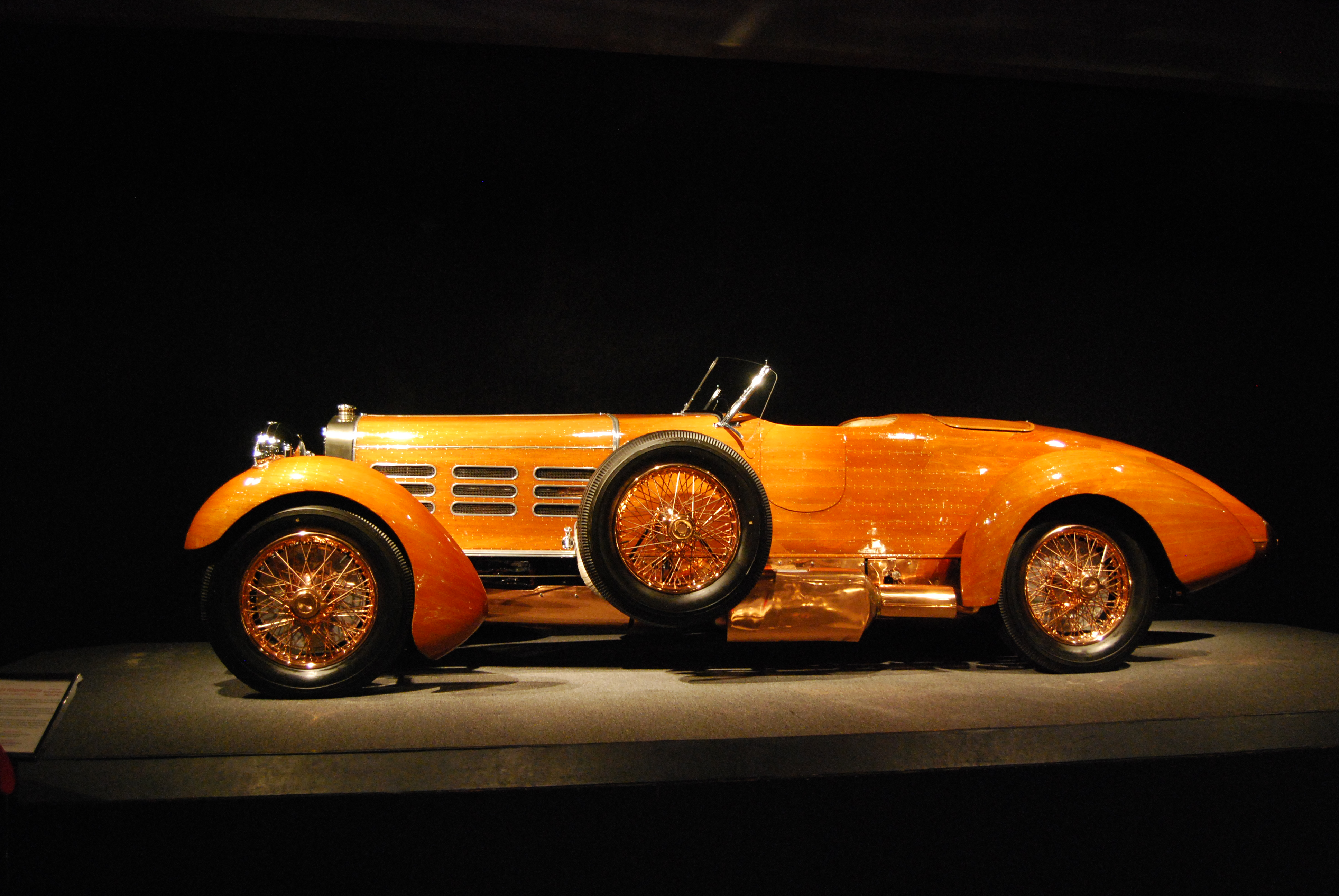
La Dubonnet Tulipwood

Sempre nel segno della ricerca tecnica ai confini con la stravaganza, occorre citare la one-off francese "Torpedo Tulipwood", realizzata nel 1924 su progetto del committente André Dubonnet e caratterizzata da varie unicità tecniche, oltre a una carrozzeria in legno di magnolia.
In epoca moderna le one-off sono divenute più rare, soprattutto per ragioni tecniche ed economiche. Infatti, le autovetture in esemplare unico hanno sempre comportato una spesa elevata, ma nei primi decenni della produzione automobilistica il divario tra una vettura di normale produzione e una one-off era relativamente contenuto.
A partire dagli anni '50, con l'introduzione delle carrozzerie portanti e, soprattutto, con l'evoluzione della normativa in materia di omologazione dei veicoli, tale divario è andato via via crescendo in maniera esponenziale, a causa degli enormi costi progettuali, costruttivi e burocratici.

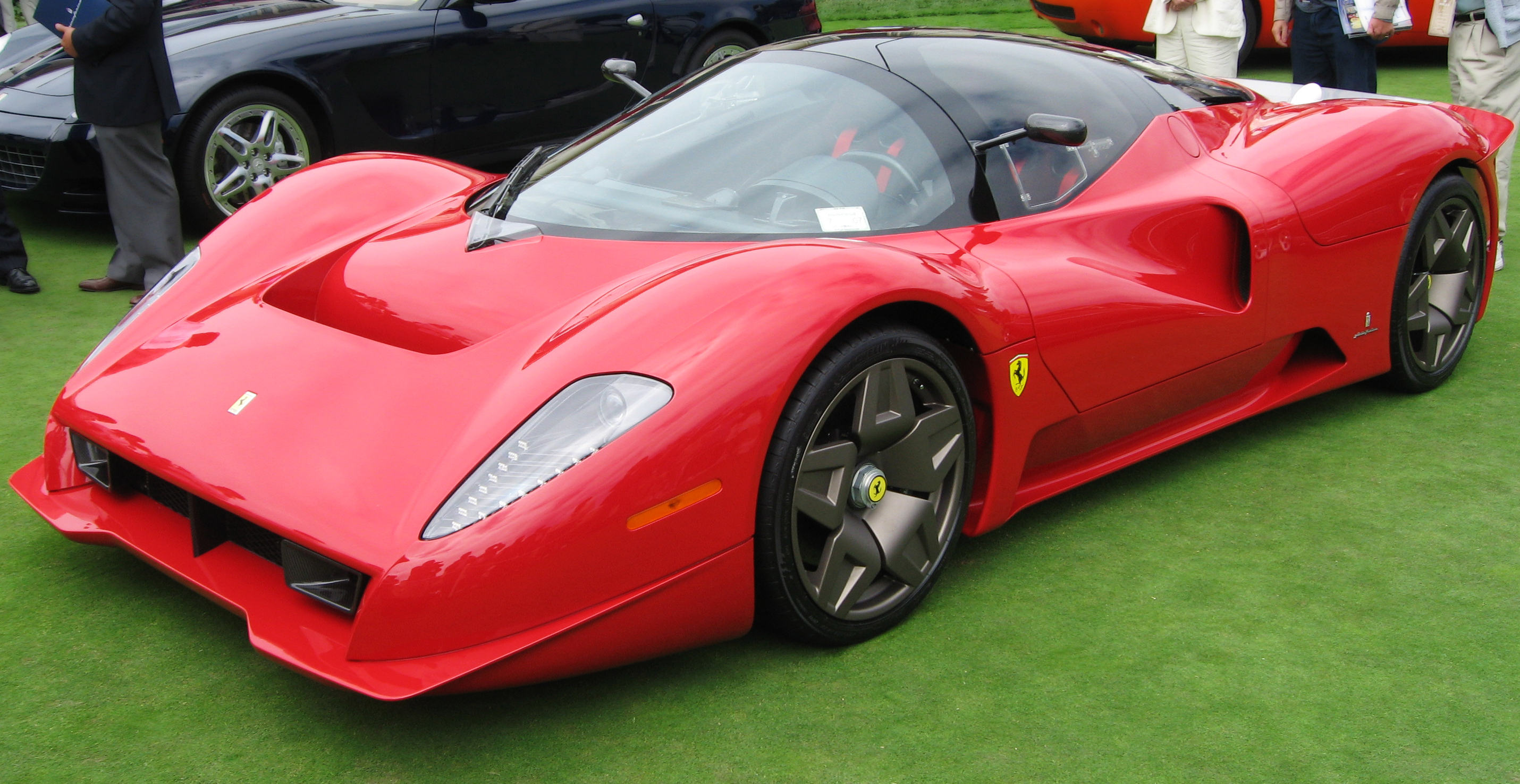
La Ferrari P4/5

Nella seconda metà del XX secolo, uno dei più attivi committenti di esemplari unici fu il presidente FIAT Gianni Agnelli che fece realizzare molte one-off, su autotelai FIAT, Lancia, Ferrari e Maserati, come la spiaggina "Eden Roc" del 1956 o la prestigiosa "Testarossa Spider" del 1986. Di grande rilievo anche la "Florida II Coupé" del 1957, auto personale di Battista Farina, unico esempio di coupé a 4 porte, propriamente detto.
Segno di grande distinzione sociale, le one-off continuano ad essere sporadicamente realizzate anche nel nuovo millennio. Tra gli esemplari più significativi, è possibile citare la Ferrari P4/5 del 2006.

## Normativa
Nella normativa relativa alla costruzione e circolazione di veicoli a motore, è d'uso definire esemplari unici quei veicoli che non vengono omologati bensì approvati tramite collaudo, generalmente tramite verifiche non distruttive, al fine di permetterne la circolazione secondo le norme.
Nella normativa italiana gli esemplari unici sono esito di procedura di visita e prova come previsto dagli articoli 75 e 78 del Codice della Strada, il cui esito consiste in un documento detto certificato di approvazione, emesso dai Centri Prove Autoveicoli o dalla Motorizzazione civile a seconda delle competenze, che ne permette l'immatricolazione.